# Messor aciculatus
Messor aciculatus es una especie de hormiga del género Messor, subfamilia Myrmicinae. 

## Distribución
Esta especie se encuentra en Japón y Mongolia.